# یواس‌اس دیرپا (ام‌اس‌او-۴۹۱)
یواس‌اس دیرپا (ام‌اس‌او-۴۹۱) (به انگلیسی: USS Persistent (MSO-491)) یک کشتی بود که طول آن ۱۷۲ فوت (۵۲ متر) بود. این کشتی در سال ۱۹۵۵ ساخته شد.